# 井上四葉
井上 四葉（いのうえ よつば、1995年3月10日 - ） は、日本の女優、ダンサー、デザイナーである。東京都出身。

## 略歴
2018年7月、フリーランスから芸能事務所「株式会社アルファベットプロモーション」所属となる。また、芸名を「とんちゃん」から「井上四葉」に改名。
2020年9月、「株式会社アルファベットプロモーション」退所。
2022年７月、株式会社Dressers所属

## 人物
趣味はタロット占い、カメラ、大食い。
特技はダンス、コーラ一気飲み、筋トレ。
秘書技能検定3級、珠算能力検定3級、暗算能力検定3級、日本漢字検定準2級、日本英語検定3級を所持している。

## 出演

### テレビ
- 「謝りたい人がいます」（2016年9月、TBS）再現VTR出演

### 配信番組
- 「The Night.」 -Male side-（2020年12月、YouTube） - 祭向日葵 役[3]

### 映画
- 森崎源太監督　自主映画「Hanged Man -ハングドマン-」（2017年10月）

### 舞台
- パン・プランニング「ダンスレボリューション2014〜ホントのワタシ」（2014年9月、築地ブディストホール）[4]
- パン・プランニング「意味の無い音楽会」（2014年12月、銀座みゆき館劇場）[5]
- 作：岡本貴也 劇団メイカーズ「プロモーターズ〜セカンドチャンス〜」（2015年1月、スタジオアルタ）
- あまみゅ☆カンパニー「Beautiful Spear 〜ミクの20歳の誕生日〜」（2015年5月、麻布区民センターホール）[6]
- Lunar Punk「Messiah girls-first gaze-」（2015年7月、萬劇場）[7]
- 劇団あーてぃすとら「大胆☆素敵」（2015年8月、川崎市アートセンター アルテリオ小劇場）
- 演劇集団ホシノハコ「四季彩マリジヤ〜夏のモミジさん」（2015年11月、上野ストアハウス）
- あくたぁいちごだいふく「ニブンノイチ」（2015年12月）
- Lunar Punk「Messiah girls-second hand-」（2016年4月、萬劇場）※振り付けも担当
- デッドストックユニオン「民宿チャーチの熱い夜14」（2016年7月、ウッディシアター中目黒）[8]※振り付けも担当
- ヒロセプロジェクト「彼女はきっと魔法を使う2017」（2017年1月、ラゾーナ川崎プラザソル）
- 春夏秋冬プロジェクト「横浜同窓会物語」（2017年6月、廣東飯店 横浜中華街）
- 劇団ぱすてるからっと「VRの中のアリス」（2017年8月、Geki地下Liberty）※振り付けも担当
- 劇団ズッキュン娘「シャーロック・ホームレスの食卓」（2017年9月、テアトルBONBON）※振り付けも担当
- 劇団ぱすてるからっと「夢追い少女は凍らない」（2017年12月、シアターグリーン BASE THEATER）※振り付けも担当
- OLヴィーナスはちみつシアター「ロミミ」（2018年3月、中野 ザ・ポケット）
- 劇団ズッキュン娘「夢で逢いま笑」（2018年5月、吉祥寺シアター）
- 劇団放課後ランナー「モノクロ白書」（2018年10月、ウッディシアター中目黒）
- スズキプロジェクトバージョンファイブ本公演「プラネタジャッジ」（2019年1月、駅前劇場）
- 「SECW(School entrance ceremony wars)〜入学式戦争はモノガタリの始まり〜」（2019年4月、シアターグリーン BIG TREE THEATER）
- 劇団ぱすてるからっと「イモーラル・ディテクティブ」（2019年8月、シアターグリーン BIG TREE THEATER）
- チームまん◯10周年記念 第21発目公演『GUNMAN JILL 』&『GUNMAN JILL 2』（2019年10月、萬劇場）
- 劇団ぱすてるからっと「夢追い少女は凍らない」（2019年12月、シアターグリーンBOXinBOX THEATER）振付け
- 劇団ピエロ「和心」（2020年9月、シアター風姿花伝）
- ぱすてるからっと「コネクト・ライフ」（2020年10月、新宿村Live）
- 『劇団EXPO202』オンライン 劇団ピエロ「儚くもヒトの想い」（2020年10月）
- 「24時間!?やれるか やればできるもんvol.3」-あおいのわがままスペシャル-（2020年12月）
- 舞台「サルビアとWISH SONG」出演(2021年10月)
- 舞台「アニマルライブ」出演 パフォーマンスプラスピエロ(2021年11月)
- 舞台「セブンスプレイ」ダンス振付（2022年9月）

### MV
- フジファブリック「LIFE」（2014年1月）

### ファッションショー
- ファッションショー「a-collection」（2017年2月）

### イベント
- 「ぱすてる感謝祭2020年夏」（2020年9月）